# István Bethlen

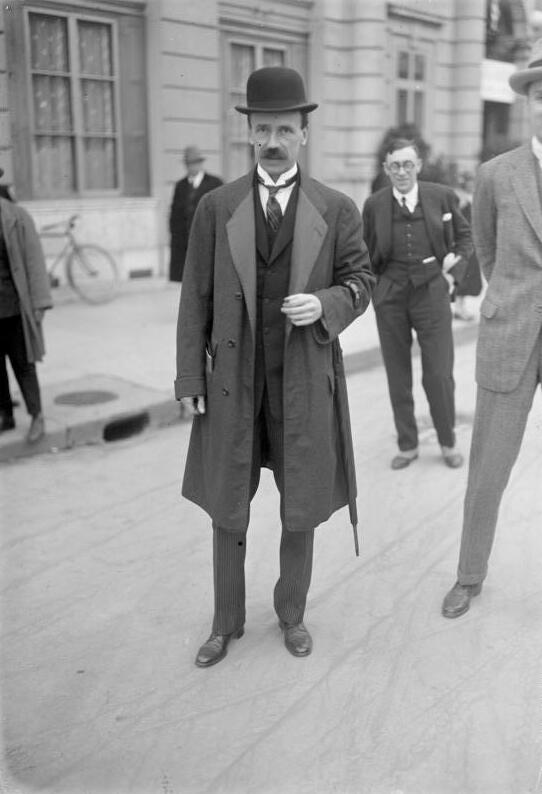
István Bethlen

Graaf István Bethlen de Bethlen (Gernyeszeg, 8 oktober 1874 - bij Moskou, 5 oktober 1946), was een Hongaars politicus.

## Politieke loopbaan
In 1901 werd hij in het Huis van Afgevaardigden, het Hongaarse lagerhuis, gekozen voor de Liberale Partij. Na het uitroepen van de communistische Hongaarse Radenrepubliek van Béla Kun in 1919, werd hij lid van de contrarevolutionaire tegenregering van Szeged. Na de val van de radenrepubliek steunde hij de Hongaarse rijksregent, admiraal Miklós Horthy. In 1921, na het terugtreden van graaf Pál Teleki als premier, volgde Bethlen hem op. Als premier voerde hij een agrarische hervorming door. Hij streefde naar een vreedzaam buitenlands beleid met de vroegere vijanden van Oostenrijk-Hongarije, zoals Groot-Brittannië en Frankrijk. Tegelijkertijd streefde hij echter naar een revisie van het vredesverdrag van Trianon, om zo de verloren gebiedsdelen weer terug te krijgen. Volgens de traditionele Hongaarse politiek – tevens de opvatting van Bethlen en Horthy – diende dit via besprekingen te gebeuren, niet met wapengeweld.
In 1926 overleefde hij een valsmunterijschandaal met Franse francs, waarvoor vorst Lajos Windisch-Graetz tot gevangenschap werd veroordeeld. In 1927 sloot Bethlen een vriendschapsverdrag met Italië. In 1931 boden de Fransen zijn regering een enorme lening aan, op voorwaarde dat Bethlen zijn revisionisme liet varen. Bethlen ging hiermee niet akkoord en trad af.
In 1940 trachtte hij Hongaarse aansluiting bij de asmogendheden (dat zijn Duitsland, Italië en Japan) te voorkomen. Uiteindelijk slaagde hij hier niet in en vochten Hongaarse troepen aan de zijde van Duitsers tijdens de Tweede Wereldoorlog. Aan het einde van de oorlog trachtte hij een afzonderlijke vrede te sluiten met de Westerse geallieerden. Waarschijnlijk werd hij om die redenen na de oorlog naar de Sovjet-Unie gedeporteerd.